# Place Marc-Elder
La place Marc-Elder est une place de Nantes, en France.

## Situation et accès
Cette voie du centre-ville de Nantes est située à l'entrée du château des ducs de Bretagne, elle dessert la rue Prémion, la rue du Château et la rue des États.

## Origine du nom
Elle rend hommage au critique et historien d'art nantais, Marc Elder, titulaire du prix Goncourt en 1913 pour son roman Le Peuple de la mer, et qui fut conservateur du château des Ducs.

## Historique
L'esplanade fut aménagée à la fin du XVIIIe siècle en lieu et place de l'ancienne église Sainte-Radegonde et de son presbytère.
Anciennement dénommée « Place du Château », elle est rebaptisée de son nom actuel par délibération du conseil municipal du 30 novembre 1936
Le 1er juillet 2002, y fut inaugurée une statue grandeur nature de Anne de Bretagne, œuvre du sculpteur nantais Jean Fréour. La duchesse bretonne, deux fois reine de France, est vêtue d'un costume de paysanne, qui, selon son auteur, idéalise « la réalité de l'appartenance culturelle et historique de Nantes à la Bretagne ».